# Dzsügderdemidín Gürragcsá
Dzsügderdemidín Gürragcsá (mongolul: Жүгдердемидийн Гүррагчаа) (Gurvan-Bulak, 1947. december 5.) az első mongol űrhajós és a második ázsiai a világűrben. Mongólia védelmi minisztere volt 2000 és 2004 között.
Gurvan-Bulak nevű településen született, Ulánbátorban végezte tanulmányait, majd belépett a légierőbe. 1978. március 1-jén beválasztották az Interkozmosz űrhajósok közé. Tartaléka Maidarzhavyn Ganzorig kiképzett űrhajós volt. Gurragcsá és a szovjet Vlagyimir Dzsanyibekov 1981. március 22-én indult el Bajkonurból a Szojuz–39 űrhajóval a Szaljut–6 űrállomásra. Itt földtudományi kísérleteket végeztek. 7 nap 20 óra 42 perc és 124 keringés után Dzsanyibekov és Gürragcsá Zsezkazgantól 170 km-re délkeletre szállt le.